# Mária Leopoldina magyar királyné
Ausztriai Mária Leopoldina (németül: Maria Leopoldine von Österreich; Innsbruck, Ausztria, 1632. április 6. – Bécs, Ausztria, 1649. augusztus 19.), a Habsburg-ház tiroli ágából való osztrák főhercegnő, rokona, III. Ferdinánd császár és király második hitveseként német-római császárné, német, magyar és cseh királyné 1648-tól 1649-ben, mindössze tizenhét évesen bekövetkezett haláláig.

## Életrajza

### Ifjúkora

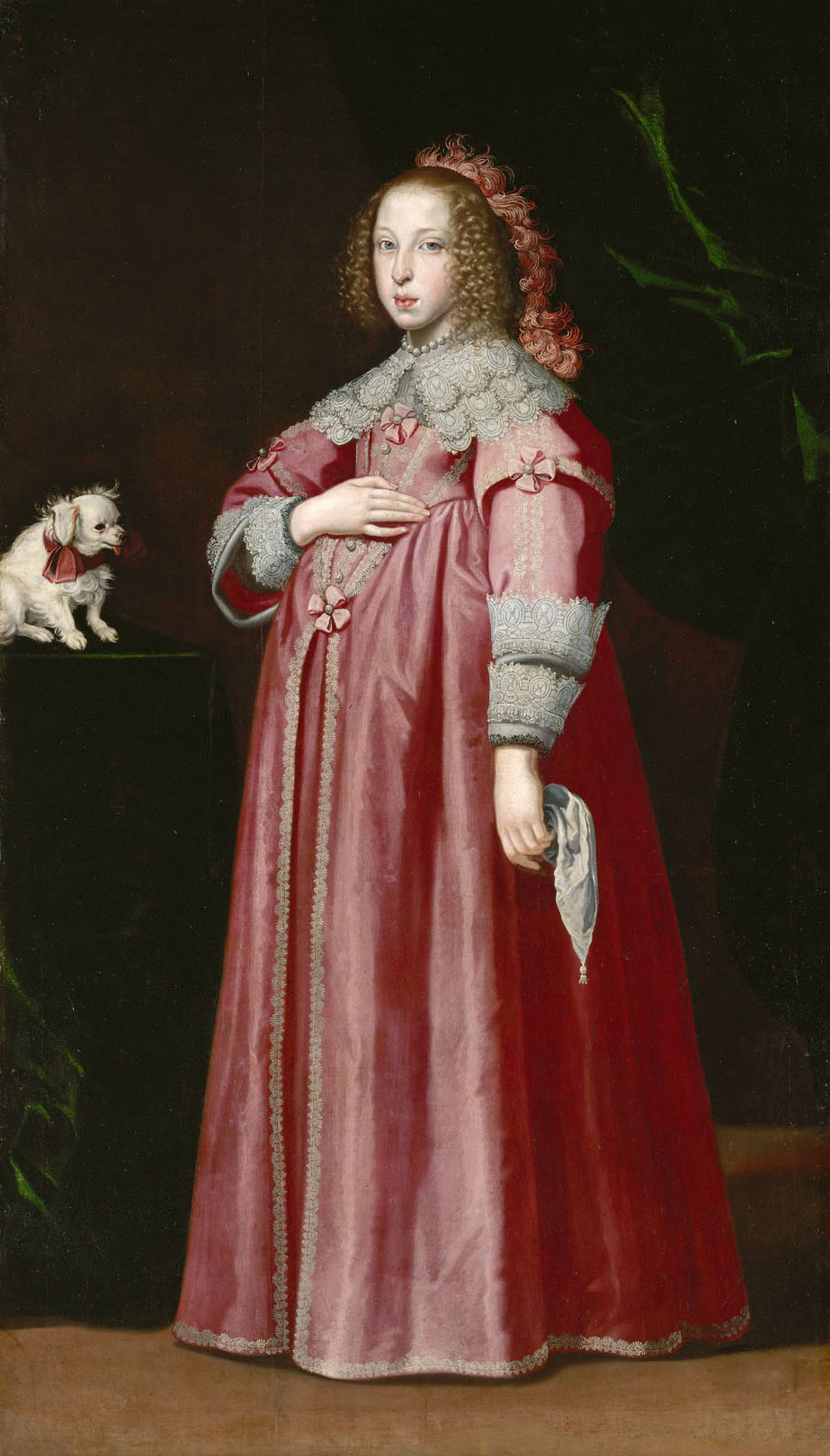
A gyermeket váró császárné portréja (Lorenzo Lippi, 1649)

Mária Leopoldina főhercegnő 1632. április 6-án született Innsbruckban, a Tiroli grófságban, mint V. Lipót főherceg és Claudia de’ Medici ötödik gyermeke, egyben harmadik leánya. A főhercegnő apai nagyszülei II. Károly osztrák főherceg és Bajoroszági Mária Anna, míg anyai nagyszülei I. Ferdinando de’ Medici toszkánai nagyherceg és Lotaringiai Krisztina voltak. Édestestvérein túl édesanya első házasságából egy féltestvére is származott, Vittoria della Rovere, aki később II. Ferdinando de’ Medici nagyherceg felesége lett.
Édesapja 1632. szeptember 13-án hunyt el, a főhercegnő öt hónapos korában. Elő-Ausztria ezzel legidősebb bátyjára, Ferdinánd Károly főhercegre szállt, ám kiskorúsága okán édesanyjuk vette át a területek kormányzását, régensként. Károly Lajos pfalzi herceg (a későbbi választófejedelem) édesanyjának, Angliai Erzsébetnek írt 1641. szeptember 8-án kelt levelében ismertette I. Károly angol király és III. Ferdinánd császár házassági szándékát közte és Mária Leopoldina között. A frigy célja a Habsburgok és Stuartok közötti viszály felszámolása volt. A házasságra azonban sosem került sor.

### Házassága és korai halála
Mária Leopoldina 1648. július 2-án hozzáment első-unokatestvéréhez, III. Ferdinánd császárhoz. A császár első felesége, aki szintén elsőfokú unokatestvére volt, Ausztriai Mária Anna 1646. május 13-án hunyt el, kapcsolatukból pedig hat gyermek is született (közülük csak hárman élték meg a felnőttkort). A házassággal a főhercegnő a Szent Német-római Birodalom császárnéja, valamint Magyarország és Csehország királynéja lett. Az esküvői szertartásra nagy pompa keretén belül Linzben került sor. Ferdinánd első házasságához hasonlóan ez is a Habsburg-ház megerősítése érdekében született.
Nem sokkal az esküvőt követően Mária Lepoldina teherbeesett. Ezt Lorenzo Lippi itáliai művész 1649-es portréján meg is örökítette. A császári pár egyetlen gyermekének születésére 1649. augusztus 7-én került sor. A szülés rendkívül komplikált volt és végül a tizenhét éves császárné halálával végződött. Mária Leopoldinát a bécsi császári kriptában helyezték el. Fia, Károly József főherceg mindössze tizennégy esztendőt élt. Férje később harmadjára is megházasodott: 1651-ben vette feleségül Mantovai Eleonóra Magdolnát, akitől további négy gyermeke született (de csak két leánya élte meg a felnőttkort).

## Forrás
1. ↑  Acton, Harold: The Last Medici, Macmillan, London, 1980, ISBN 0-333-29315-0, p. 111
2. ↑  Akkerman, Nadine. The Correspondence of Elizabeth Stuart, Queen of Bohemia. Oxford University Press (2011). ISBN 978-0199551088
3. ↑  Martin Mutschlechner: Ferdinand III – Ehen und Nachkommen [retrieved 1 November 2016].
4. ↑  Barthold, Friedrich Wilhelm. Geschichte des großen deutschen Krieges vom Tode Gustav Adolfs. Liesching (1843). ISBN 1409421198
5. ↑  Wedgwood, Cicely Veronica. The thirty years war. Jonathan Cape (1967)
6. ↑  Coxe, William. History of the House of Austria, from the Foundation of the Monarchy by Rhodolph of Hapsburgh, to the Death of Leopold the Second. Luke Hansard and Sons (1807)

| Ausztriai Mária Leopoldina Habsburg-ház tiroli ág Született: 1632. április 6. Elhunyt: 1649. augusztus 7. |                                                                                            |                                      |
| |                                                                                            |                                      |
| Előző Ausztriai Mária Anna                                                                                | Német-római császárné, német, magyar és cseh királyné 1648. július 2. – 1649. augusztus 7. | Következő Mantovai Eleonóra Magdolna |